# Lepadella sali
Lepadella sali is een raderdiertjessoort uit de familie Lepadellidae. De wetenschappelijke naam van deze soort is voor het eerst geldig gepubliceerd in 1976 door Bērzinś.